# Raban Mauro
Raban Mauro (Mainz, oko 780. – Winkel, 4. veljače 856.), nadbiskup Mainza, teolog, pisac kršćanski svetac.

## Životopis
Raban Mauro, još poznat kao Hrabanus Mauros Magnetius rodio se u Mainzu oko 780. godine. Kao mladić ulazi u benediktinsku opatiju u Fuldi gdje dobiva ime Mauro, po jednom od prvih učenika sv. Benedikta. Đakonsko ređenje je primio 801. godine, a sljedeće odlazi u Tours gdje započinje studij teologije pod Alkuinom. Tijekom 803. godine pozvan je da se vrati u Fuldu gdje djeluje kao učitelj, a poslije i kao voditelj teološke škole u opatiji. Zahvaljujući Rabanu teološka škola u Fuldi postala je vodeća u Franačkom carstvu. Postao je prezbiter 814. godine. Pod opatom Ratgarom bila je više naglašena materijalna izgradnja škole, ali pod opatom Eigilom (812. – 882.) nastavljena je intelektualna izgradnja škole kojoj je posebno pridodao Raban Mauro. 
Za opata u Fuldi izabran je 822. godine, te je tijekom njegovog upravljanja opatija napredovala. Završio je izgradnju koju su započeli njegovi prethodnici, te podigao 30 crkava. Samu opatiju je uresio mozaicima, te opatijsku knjižnicu opskrbio brojnim djelima. Kao opat tijekom političkih turbulencija devetog stoljeća priklonio se Ludoviku Pobožnom a poslije njegove smrti priklonio se njegovom starijem sinu Lotaru. Kada je nastupio Ludvig Njemački otišao je iz Fulde 840. kako mu ne bi morao položiti zakletvu vjernosti. Iduće godine vratio se u Fuldu a 842. odstupio je s mjesta opata te se povukao u obližnji Petersburg gdje se posvetio molitvi i intelektualnom radu. Pomirio se s carem 845. a 847. godina naslijedio je Otgara na mjestu mainzškog nadbiskupa. 
Za nadbiskupa Mainza posvećen je 26. lipnja 847. godine. Održao je tri sinode u opatiji sv. Albana, prvu u listopadu 847. godine, drugu u listopadu 848. gdje je osuđena teorija o predestinaciji koju je zastupao Gottschalk od Orbaisa, te treću 852. godine. Umro je 4. veljače 856. te je pokopan u opatiji sv. Albana. Tijelo mu je poslije preneseno u Halle (Vestfalija) brandenburški nadbiskup Albrecht.
Raban Maur nazivan je "praeceptor Germaniae", učitelj Njemačke, čime se izricala njegova učenost te on slovi kao jedan o najučenih ljudi svoga doba. Djela su mu teološka, egzegetska i duhovna, a na njega su se pozivali Petar Damiani i Bernard iz Clairvauxa. Njegova djela zauzimaju šest svezaka Patrologia Latina. Najpoznatiji mu je himan "Veni Creator Spiritus" (Dođi Duše Presveti), u kojem je sažeo kršćanski nauk o Svetom Duhu.

## Vanjske poveznice
- Kateheza Benedikta XVI. 3 lipnja 2009
- Opera Omnia, Patrologia Latina